# Tolumnia cubense
Tolumnia cubense là một loài thực vật có hoa trong họ Lan. Loài này được (Moir) H. Dietr. miêu tả khoa học đầu tiên năm 1988.